# Srijedska
Srijedska es una localidad de Croacia situada en el municipio de Ivanska, en el condado de Bjelovar-Bilogora. Según el censo de 2021, tiene una población de 245 habitantes.

## Demografía
| Gráfica de población de Srijedska 1857-2021                         |
|                                                                     |
| Según los censos de población de la Oficina de Estadísticas Croata. |